# خشکبار

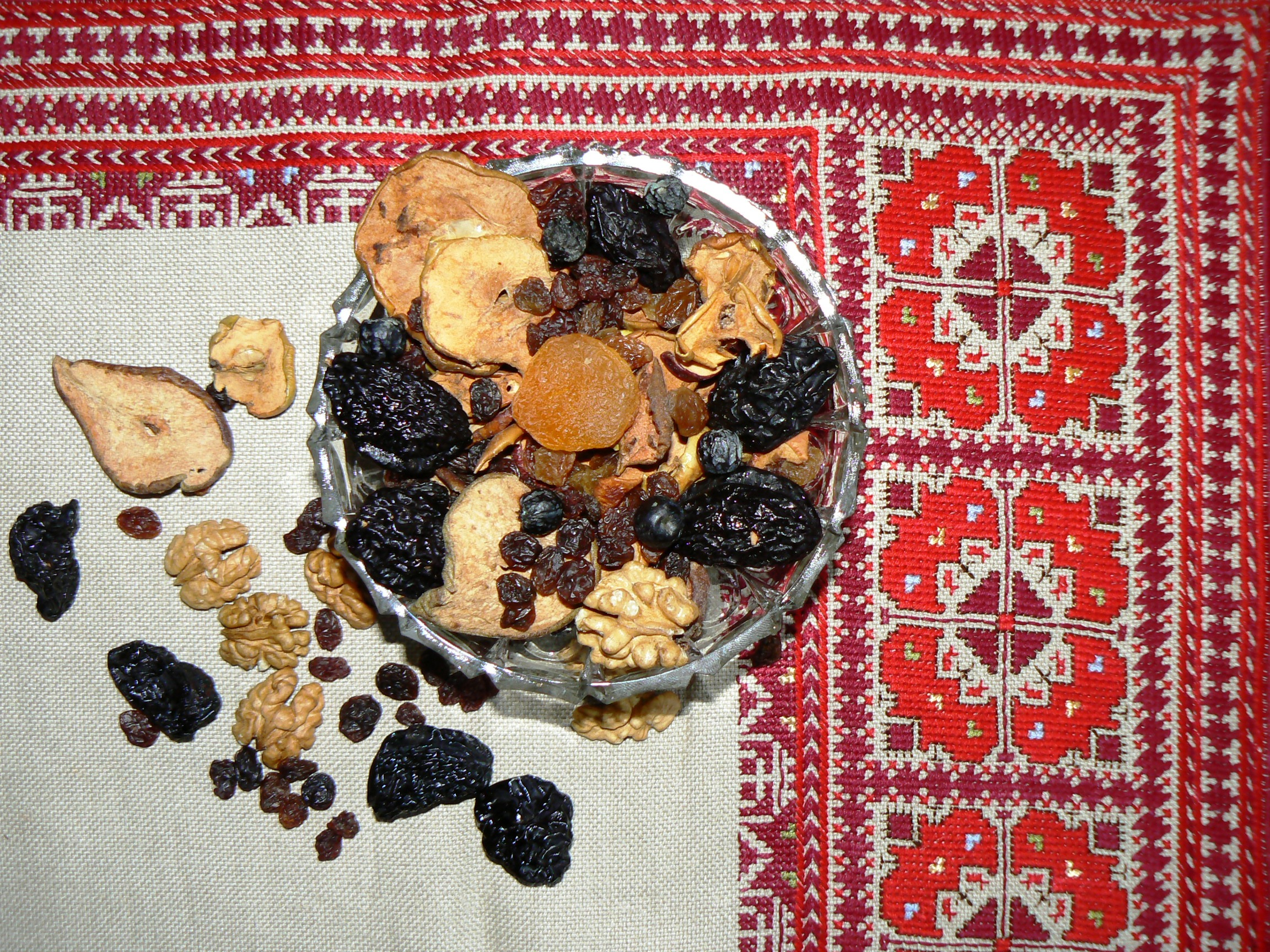
یک ظرف خشکبار مخلوط چند نوع میوه خشک و دانه

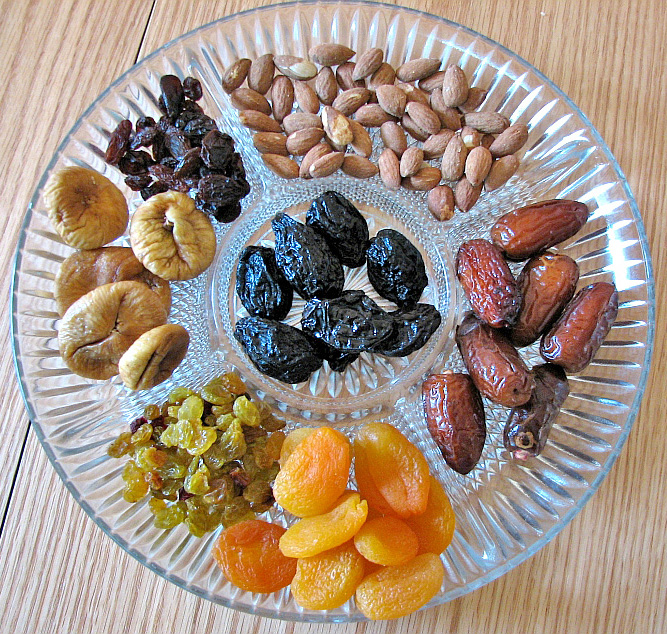
یک ظرف میوه خشک

خشکبار یا خشکه‌بار یا میوه خشک به میوه‌های خشک شده و برخی مغز دانه‌ها گفته می‌شود. مغز دانه‌هایی مانند پسته، بادام، فندق، گردو خشک و میوه‌های خشک مانند کشمش، کشمش سبز، کشمش سبز تیزابی، برگهٔ آلو بخارا، قیسی خشک، برگه هلو، برگه زردآلو ، برگه آلو، برگه آلوچه و برگه آلبالو، خرما، انجیر خشک. خشکبار جزو آجیل حساب نمی‌شود. در قدیم آن را میوه خشک می‌گفته‌اند. البته امروزه میوه خشک را یکی از زیر دسته های خشکبار می دانند.

## روش های خشک کردن

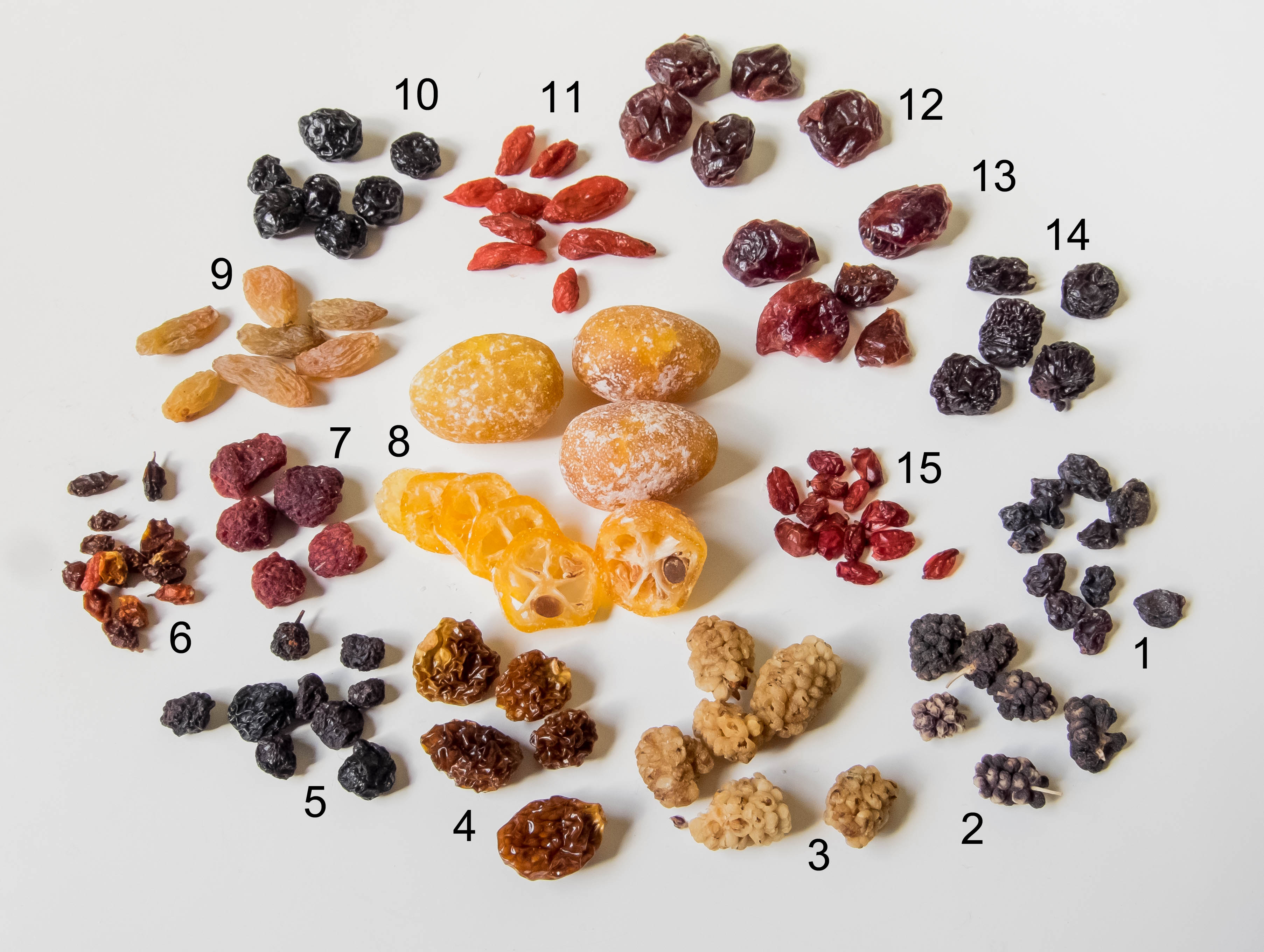
نمونه‌ای از میوه خشکی که کمتر در بازار فروخته می‌شود: ۱ توت سیاه، ۲ شاه توت، ۳ توت سفید، ۴ فیسالیس، ۵ انگورک گلوگیر، ۶ سنجد تلخ، ۷ تمشک قرمز، ۸ پورنج، ۹ کشمش، ۱۰ بلوبری، ۱۱ گوجی‌بری، ۱۲ آلو خشک، ۱۳ کرنبری، ۱۴ آلبالو خشکه، و ۱۵ زرشک.

### خشک کردن در آفتاب
در این روش میوه‌ها با جریان هوای طبیعی و نور مستقیم خورشید خشک می‌شوند و رطوبت آنها توسط هوای گرم گرفته می‌شود. در این روش با توجه به دمای هوا مدت زمان خشک شدن متفاوت می‌باشد.

### خشک کردن در سینی
در این روش از خشک کردن میوه های برش داده شده داخل سینی قرار میگیرد سپس از طریق هوای آزاد یا قرار دادن در کوره های خشک کن اقدام به خشک کردن میوه میکنند.

### خشک کردن انجمادی
خشک کردن انجمادی از طریق حذف کامل رطوبت شکل میگیرد که در این روش میوه شکل ظاهری خود را حفظ میکند.

### خشک کردن در مایکروویو
این روش سریع ترین روش خشک کردن بوده و با استفاده از مایکروویو انجام میگیرد.

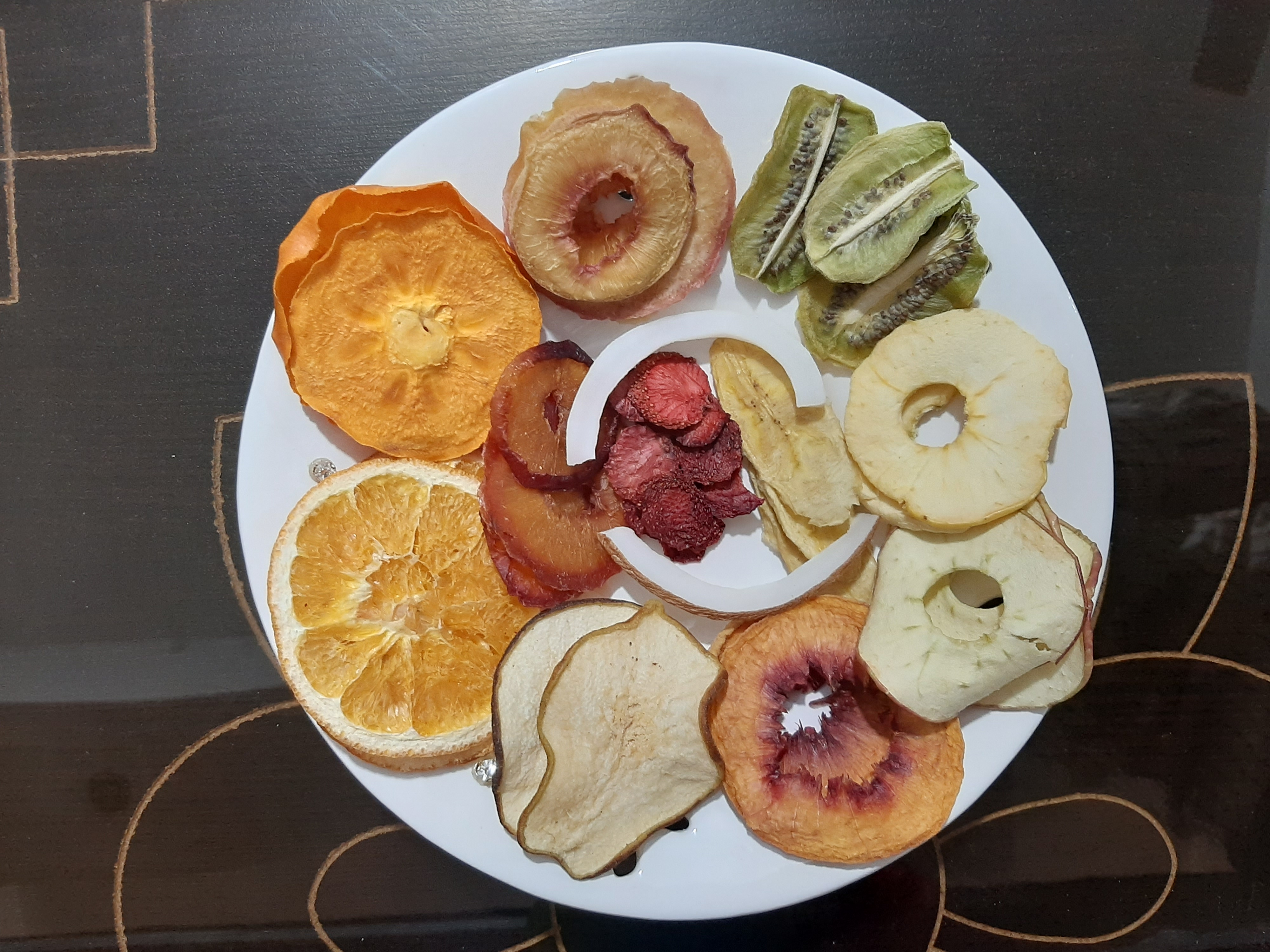
میوه خشک یا چیپس میوه در یک ظرف